# Ахпат (село)
Ахпа́т (арм. Հաղպատ) — село на севере Лорийской области Армении, в 10 км от города Алаверди. Рядом с селом проходит трасса Ереван — Тбилиси, также недалеко от села расположена железнодорожная станция линии Гюмри — Тбилиси и река Дебед.

## Достопримечательности
В Ахпате находится Ахпатский монастырь, включённый вместе с расположенным неподалёку монастырём Санаин в список объектов Всемирного наследия ЮНЕСКО с 1996 года.